# Андре, Шарль
Шарль Андре (фр. Charles André; 1841—1928) — французский архитектор, первый в длинной череде французских архитекторов династии Андре. С 1901 года он был членом Школы Нанси.

## Биография
Сын предпринимателя Франсуа Андре (1811—1904) и отец архитектора Эмиля Андре. Шарль Андре был ведомственным архитектором. Он организовал выставку декоративно-прикладного искусства в июне 1894 года в Нанси, которая ознаменовала начало школы Нанси.
Шарль Андре является автором, вместе со своим сыном Эмилем Андре и Эженом Валленом, универмага Vaxelaire & Compagnie в Нанси, построенного между 1899 и 1901 годах на углу улиц Сен-Жан и Рограф. Зданию с 25 февраля 1994 года присвоен статус исторического памятника.